# Abéné
Abéné est un village du Sénégal de la communauté rurale de Kafountine CR, située dans l'ancien arrondissement de Diouloulou et le département de Bignona, une subdivision de la région de Ziguinchor dans la région historique de Casamance dans le sud du pays.
Il est situé au bord du littoral atlantique.

## Géographie
À vol d'oiseau, les localités les plus proches sont Folonko, Allahein, Niafourang, Kabadio, Kerouane, Albadar, Kafountine et Diana.

### Population
Lors du dernier recensement, Abéné comptait 1 935 habitants et 269 ménages.

### Activités économiques
Grâce à ses magnifiques plages, le tourisme s'y développe rapidement.
Un festival de djembé est organisé chaque année, le « Abéné Festivalo ».